# Hypoponera sororcula
Hypoponera sororcula är en myrart som först beskrevs av Wilson 1958.  Hypoponera sororcula ingår i släktet Hypoponera och familjen myror. Inga underarter finns listade i Catalogue of Life.